# MOS Technology 6507
6507 är en åttabitsprocessor från amerikanska MOS Technology och var en lågpriskomponent i 6502-serien.
6507 är ur programmeringssynpunkt identisk med den populära 6502-processorn, men i en mindre kapsel (28 ben mot 6502:ans 40), vilket minskade priset. Som en följd av detta blev adressbussen inskränkt från 16 bitar till 13 bitar, och 6507 kunde därmed bara adressera upp till 8 KiB minne. När komponenten lanserades vid mitten av sjuttiotalet räckte detta emellertid långt, om än inte till fullt utbyggda datorsystem. En ytterligare inskränkning hos 6507 var att den inte hade något ledigt ben för avbrottsbegäran.
Den enda större kunden för 6507 var spel- och datortillverkaren Atari. I och med Ataris framgångar med spelkonsolen VCS sålde MOS ändå miljontals exemplar av komponenten. Atari använde också 6507 som processor i sina intelligenta diskettstationer till hemdatorerna Atari 400 och 800 samt deras uppföljare.
| MOS 6502-serie                 |
| 6502 \| 6507 \| 6510 \| 65C816 |